# Açma

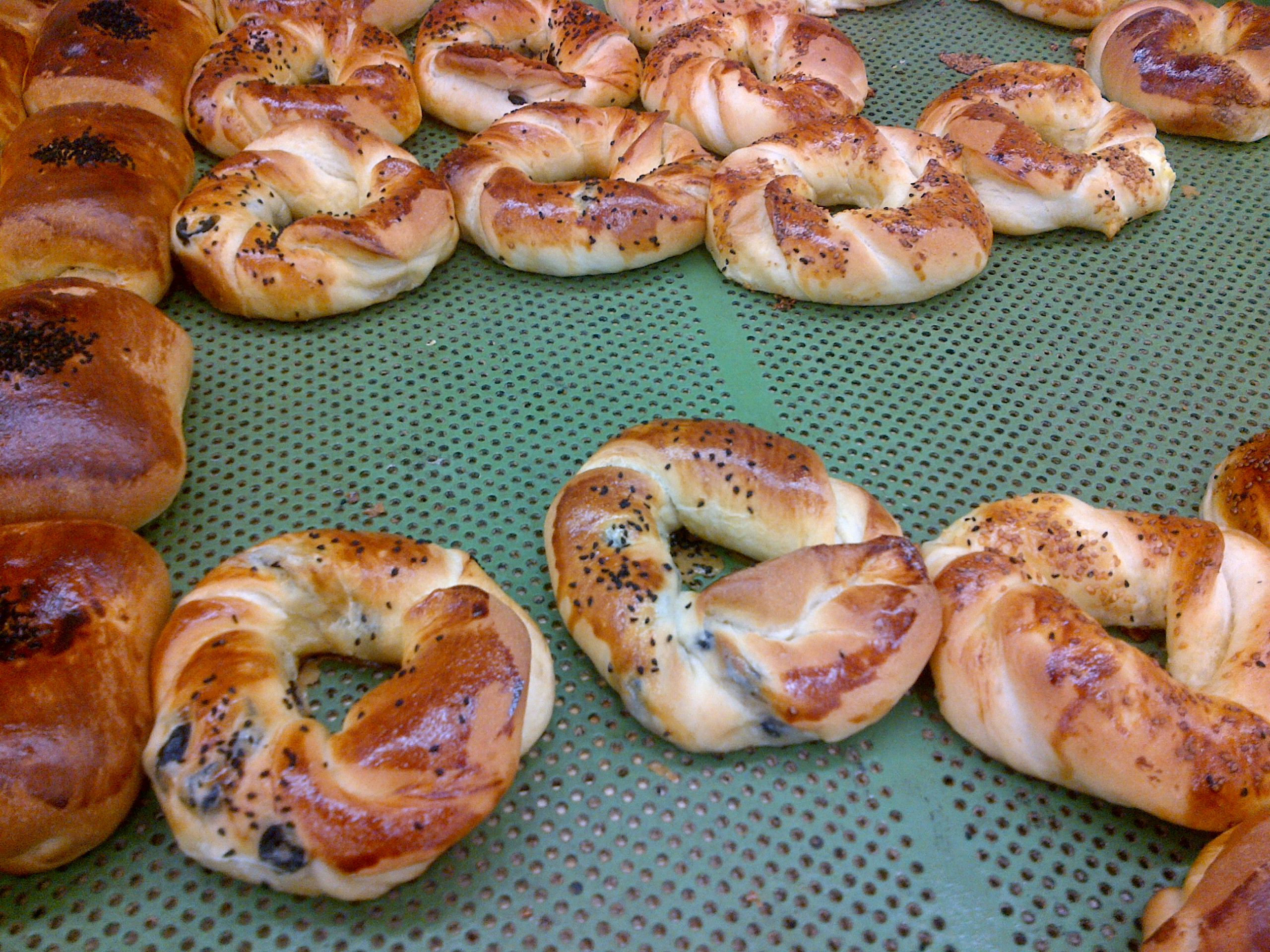
Açma

Açma ist ein leicht süßliches Hefegebäck der türkischen Küche, das häufig als Street Food angeboten wird. Übliche Varietäten sind Brötchen, Teigkringel, und Teigrollen, oft zusätzlich herzhaft oder süß gefüllt. 

## Eigenschaften

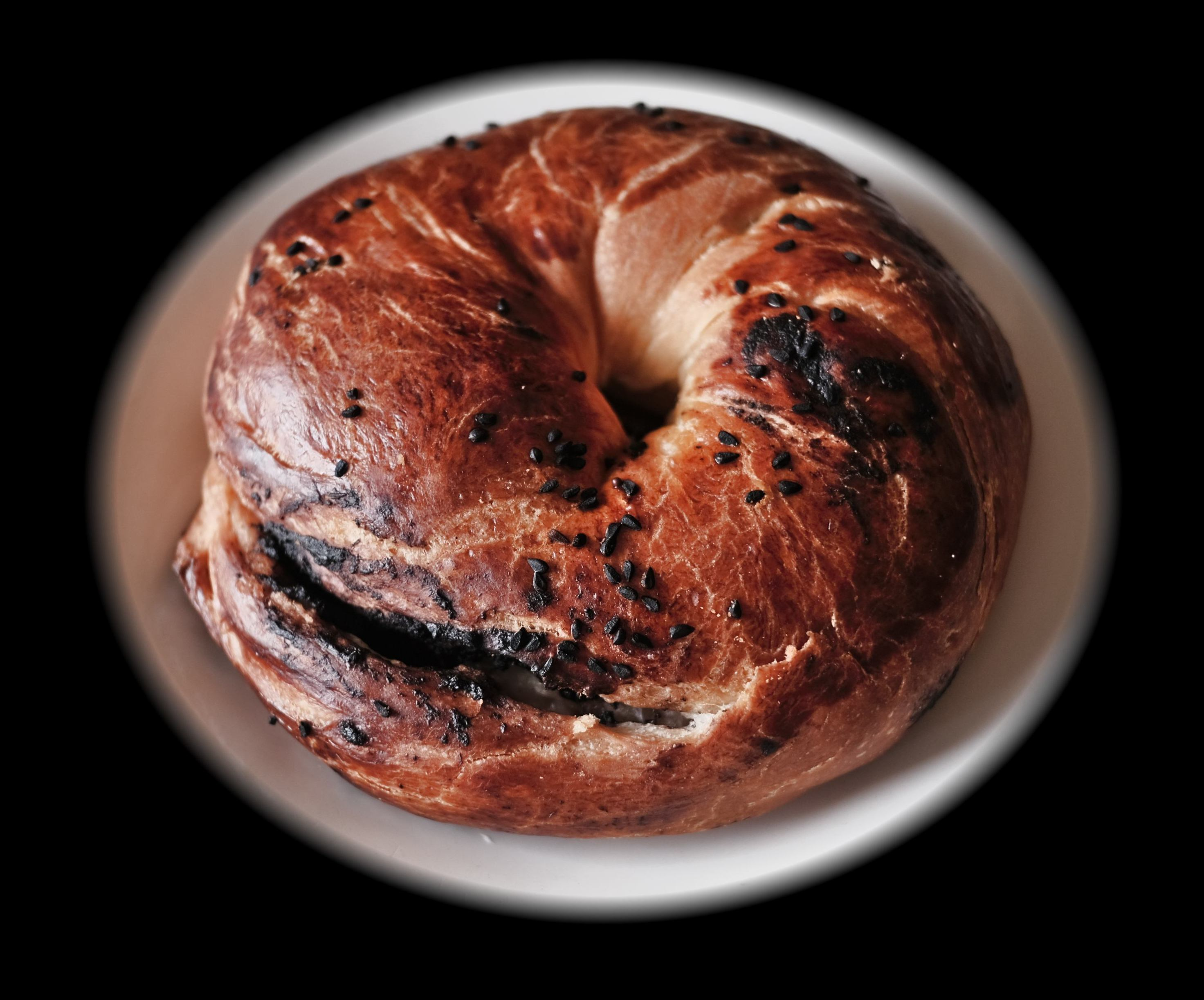
Açma-Variante mit Olivenpaste gefüllt

Das Açma ist ein Hefeteiggebäck, ähnlich einem Hefezopf, Brioche oder Çörek. Es gibt Açma in vielen Varianten. Typischerweise besteht der Teig aus Weizenmehl, Butter, Milch, Backhefe, Zucker und Salz. Der Teig wird zu Ringen, zu Rollen oder Kugeln geformt und auf dem Backblech nochmals gehen gelassen. Dann wird er mit Eigelb bestrichen, eventuell mit Schwarzkümmel- oder Sesamkörnern bestreut und im Ofen gebacken.
Im Unterschied zum Poğaça enthält ein Açma Butter und normalerweise kein Ei im Teig. Im Unterschied zu den in Sesamkörnern gewälzten Simit ist ein Açma milchbrötchenartiger.
Ein Açma ist nur leicht süß, daher kann es sowohl mit einem süßen Brotaufstrich als auch mit salzigen Beilagen wie Käse oder Oliven genossen werden.

## Herkunft und Bezeichnung
Das Açma ist in der gesamten Türkei beliebt und verbreitet. Der Ort und der Zeitpunkt seiner Entstehung sind unbekannt. Keine Stadt oder Region erhebt den Anspruch, sein Ursprungsort zu sein. Das Wort açma kommt vermutlich vom Verb türkisch açmak ‚öffnen‘.